# Abbaye Saint-Pierre de Corbie
L'abbaye royale Saint-Pierre de Corbie ne doit pas être confondue avec l'abbatiale Saint-Pierre de Corbie, qui était l'église principale de l'abbaye ni avec l'abbaye de Corbion.
Pour les articles homonymes, voir Corbie (homonymie).
L'abbaye royale Saint-Pierre de Corbie est un ancien monastère de moines bénédictins situé à Corbie, dans le département de la Somme, à une quinzaine de kilomètres à l'est d'Amiens, en France.
L'abbaye a été fondée au VIIe siècle par la reine Bathilde, mère de Clotaire III roi de Neustrie et de Burgondie, non loin de la confluence de la Somme et de l'Ancre. Elle a joué un rôle de premier plan dans la Renaissance carolingienne par la production de son scriptorium et l'activité de ses missionnaires.
Sa congrégation a été dispersée en 1790 et le domaine converti en bien national.
Au XXIe siècle subsistent encore une partie de l'église abbatiale, devenue église paroissiale, la porte d'honneur et le mur d'enceinte.

## La fondation

### Une abbaye royale

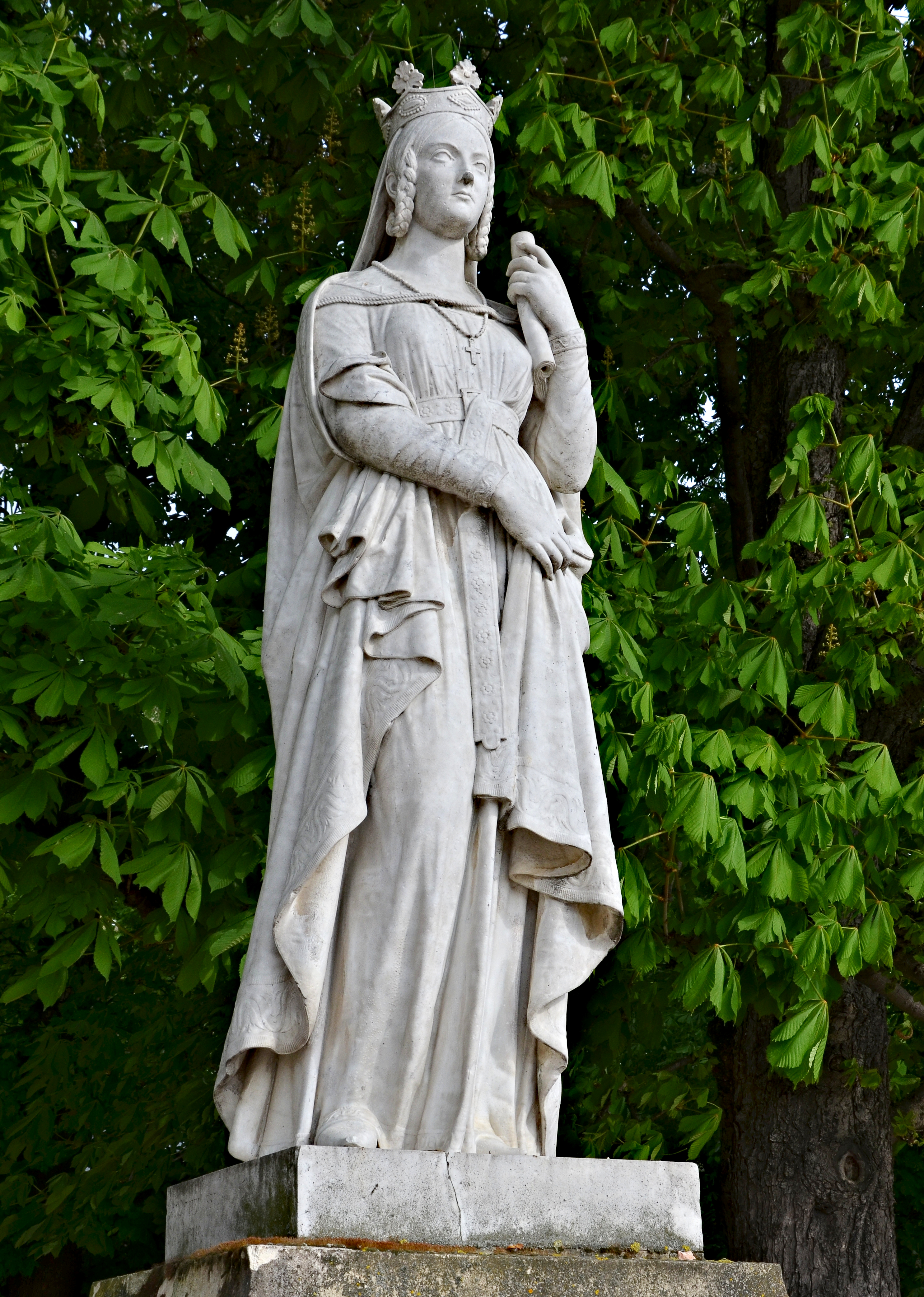
La reine Bathilde par Victor Thérasse (1848), Paris, jardin du Luxembourg.

Comme Clovis et Clotilde avaient fondé l'abbaye Sainte-Geneviève à Paris, Bathilde fonda l'abbaye de Corbie. La reine Bathilde (vers 635-680), régente de Neustrie et de Burgondie pendant la minorité de Clotaire III (657-665), décida de fonder une abbaye sur les terres ayant été attribuées à Gundoland, maire du palais et revenues au fisc royal après sa mort.
La date de la fondation ne nous est pas connue avec exactitude. Elle se situerait entre la date de la mort du roi Clovis II, fin 657 et un second diplôme de Clotaire III en faveur de l'abbaye datée du 23 décembre 661.

### Pourquoi fonder une abbaye à Corbie?
Le premier objectif de la reine Bathilde était politique, il s'agissait de renforcer le pouvoir royal en s'appuyant sur l'Église pour structurer l'espace situé à l'est d'Amiens pour mieux le contrôler et contrebalancer le pouvoir de l'aristocratie.
La seconde mission assignée par le pouvoir royal à l'abbaye était de christianiser les campagnes qui n'étaient pas encore totalement sous la tutelle de
l'Église au VIIe siècle.
Enfin la finalité de la fondation était d'essence religieuse. La reine put exprimer ainsi sa foi intense et les moines devaient prier éternellement pour les membres de la famille royale.
L'abbaye ne devait pas être un lieu fermé où les moines devaient vivre en reclus, le pouvoir royal assigna à l'abbaye une double mission sociale : l’aumône aux pauvres et l'hospitalité aux hôtes de passage.
Pour ce faire, un très grand territoire fut octroyé au monastère, bien plus que ce que nécessitait la subsistance des moines. L'abbaye reçut de plus des donations privées. En lui accordant de larges biens, la reine Bathilde voulut conférer à l'abbé une autorité incontestable et en faire un « grand » du royaume. La sécurité matérielle lui procura une nombreuse clientèle. Aux terres de Guntland s'ajoutèrent celles de Frodin qui s'étendaient au nord d'Amiens, des environs de Doullens jusqu'à la forêt de La Vicogne. La dotation de l'abbaye comprenait plus de 20 000 ha situés de part et d'autre de la Somme dont une grande partie de forêts. L'ensemble de la dotation s'élevait à 22 000 ha environs. Bathilde s'adressa, pour la fondation de l'abbaye de Corbie, à Valbert, abbé du monastère de Luxeuil qui lui fournit une soixantaine de moines (dont plusieurs copistes) sous la direction de Theudefroid qui s'installèrent dans la villa gallo-romaine de Guntland. Ils apportèrent avec eux la règle de saint Colomban qui était en vigueur à l'abbaye de Luxeuil, déjà influencée à cette époque par la règle de saint Benoît.

### D'importants privilèges accordés à l'abbaye
Dès sa fondation, l'abbaye bénéficia de l'exemption épiscopale et de fait échappait à la juridiction de l'évêque d'Amiens ; elle fut placée sous l'autorité spirituelle directe du pape. De plus, la reine Bathilde accorda à l'abbaye l'Immunité pour toutes ses possessions présentes et à venir.
En outre, l'abbaye de Corbie était exempte dans tout le royaume de tout droit à vendre (PH) au fisc royal (octroi, douane, péage etc.) sur la circulation des marchandises. L'abbaye se voyait, dès 661, octroyer une part des douanes perçues annuellement dans le port de Fos, en Provence. L'abbaye put faire venir jusqu'à Corbie tout produit arrivant à Fos par bateau dont parchemins et papyrus.
Dès l'origine, deux basiliques : Saints-Pierre-et-Paul et Saint-Étienne furent construites, la première était l'église abbatiale.

## L'apogée carolingien

### Un foyer de culture et de débat théologique
Lors de la grande expansion monastique en Europe occidentale, au VIIIe siècle, le monastère adopta la règle de saint Benoît, les moines devinrent donc des bénédictins.
Le monastère forma d'emblée des moines lettrés, tels Leutcharius, Abellinus et Martin de Corbie qui fut précepteur du futur maire du palais, Charles Martel. Théofroy eut pour successeurs : Erembert, Maurdramne, Adalard de Corbie (le fondateur de l'abbaye-sœur de Corvey en Westphalie), Wala, et les théologiens Paschase Radbert et Ratramne de Corbie…
L'activité savante de l'abbaye se matérialisa, alors, par une collection de manuscrits, une production poétique, un intérêt certain pour la langue romane alors en formation et une connaissance du grec. À cette époque, Corbie était un centre intellectuel de première grandeur, le plus ancien et le plus renommé du nord de la France que nous connaissons. Hubert Le Bourdellès a établi que l'ouvrage grec d'astronomie Aratus latinus avait été traduit par un moine de l'abbaye de Corbie, vraisemblablement entre 723 et 744, sous l'abbatiat de Grimoald.
À la fin du VIIIe siècle, la bibliothèque de l'abbaye de Corbie conservait différents types d'ouvrages : outre l'Écriture, la Patristique et la Grammaire, des œuvres des auteurs classiques de l'Antiquité : Pline, Hygin, Censorin, Fulgence, Isidore de Séville.
Maurdramne fit rédiger une Bible en sept écritures différentes, dont la minuscule caroline.
Paschase Radbert et Ratramne de Corbie y débattirent de la transsubstantiation au IXe siècle.
L'abbaye de Corbie aurait été le lieu où furent élaborées les Fausses décrétales, qui sont un ensemble de documents canoniques falsifiés. Cet apocryphe que l'historien Johannes Haller juge comme l'une des plus grandes falsifications historiques avait pour but principal de protéger les évêques lors de procédures criminelles en leur assurant une quasi-immunité vis-à-vis des archevêques (métropolites) et du pouvoir temporel. L'historien Klaus Zechiel-Eckes a identifié les faussaires, en montrant que ceux-ci avaient employé des manuscrits de la bibliothèque de l'abbaye. Il a rassemblé un certain nombre d'indices qui impliqueraient Paschase Radbert, comme l'un des protagonistes de l'atelier de faussaires.
En 855, le pape Benoît III confirma l'exemption de l'abbaye et accorda à l'abbé le privilège honorifique de porter les insignes pontificaux. L'abbé de Corbie se considéra dès lors comme l'égal de l'évêque d'Amiens et des conflits éclatèrent entre eux au sujet de l'exemption.

### Le scriptorium

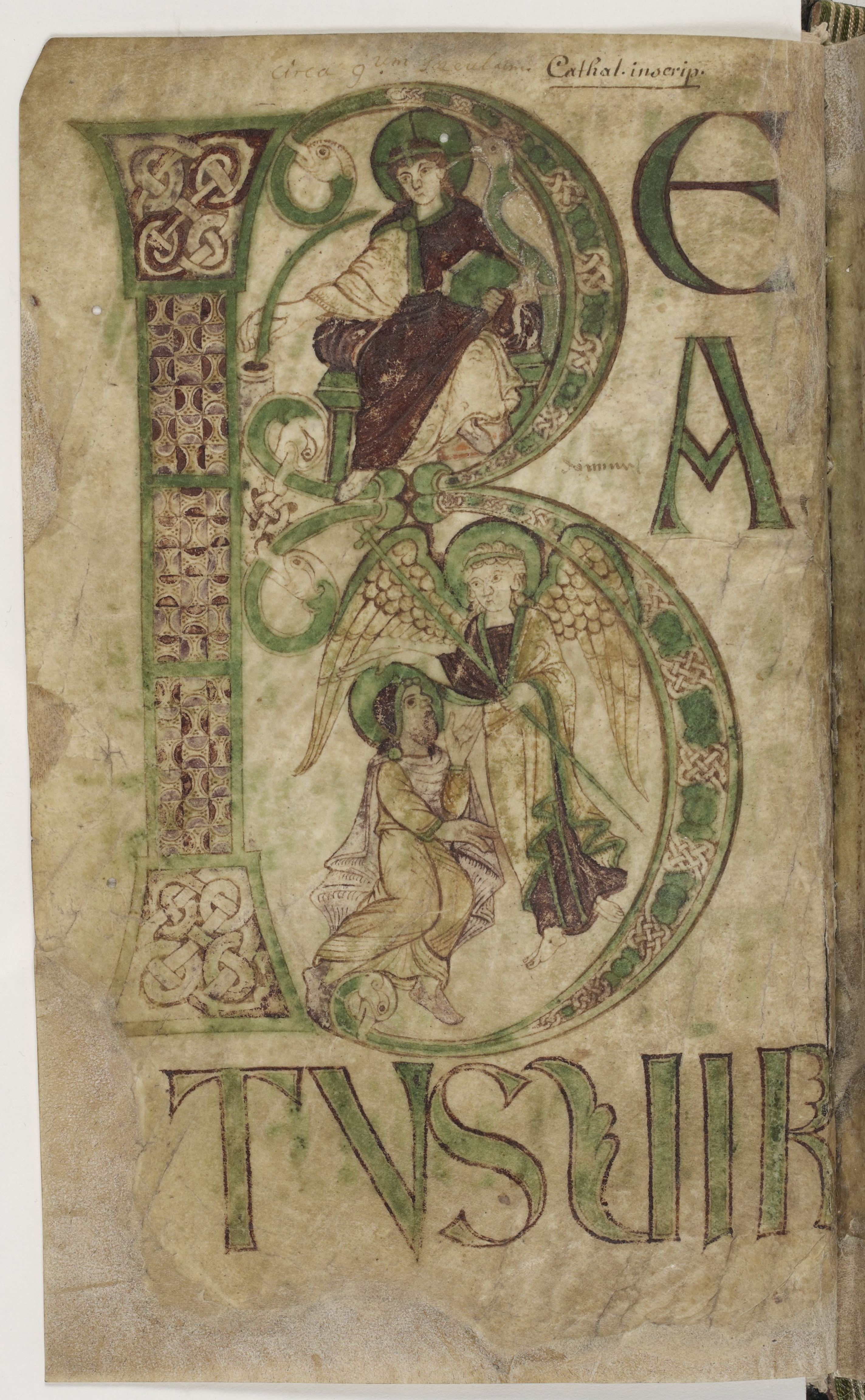
Première page du Psautier de Corbie (vers 800-810), bibliothèque municipale d'Amiens.

Le scriptorium de l'abbaye de Corbie fut, avec celui de l'abbaye de Fulda, l'un des plus importants du haut Moyen Âge. Dès le VIIIe siècle, l'abbaye possédait des textes sacrés, des ouvrages de patristique, de grammaire, d'auteurs antiques comme Pline l'Ancien, Hygin, Censorin, Fulgence de Ruspe, Isidore de Séville. Les moines de Corbie traduisirent vers 750, un ouvrage grec d'astronomie, Les Phénomènes, poème de 1 154 vers, composé vers 276 av. J.-C. par Aratos de Soles.
C'est dans le  scriptorium de l'abbaye de Corbie que furent élaborés plusieurs types d'écriture issus de la semi-onciale et de la cursive antique :
- l'écriture mérovingienne de Corbie ;
- l'écriture du type ab ;
- l'écriture de type eNa ;
- l'écriture précaroline
- l'écriture minuscule caroline qui apparaît pour la première fois dans la Bible de Maurdramne (771-780) et qui devint, en 789, l'écriture officielle du royaume franc[11].

Un nombre important de manuscrits semble avoir été produit sous la direction du bibliothécaire de l'abbaye, Hadoard. Parmi les textes de l'Antiquité préservés par le travail des moines de Corbie, on trouve :
- le Vaticanus latinus 3864, unique témoin des discours de Salluste ;
- le Vaticanus latinus 3872, contenant des textes de Sénèque l'Ancien
- le Laurentianus 63,20, contenant le texte de la troisième Décade de Tite-Live ;
- le Classicus Latinus F. V. 1 conservé aujourd'hui à Saint-Pétersbourg, l'un des deux témoins du De re rustica de Columelle ;
- le Parisinus Latinus 12161, un palimpseste contenant des fragments des lettres de Fronton ;
- plusieurs manuscrits uniques de Tertullien[13], formant le corpus Corbiense, dont des pseudépigraphes de Tertullien dus à Novatien ;
- quelques traités des hérésiarques montanistes[Note 3] ;
- l'unique copie (Xe siècle) de la Lex Angliorum et Werinorum hoc est Thuringorum et de la Lex Saxonum.

Le scriptorium a également joué un rôle important dans la diffusion des connaissances mathématiques, car on y a recopié les géométries de Boèce et de Cassiodore.

### Les moines de Corbie hors de Corbie
C'est l'abbé Adalard de Corbie qui édicta, au IXe siècle, les Statuts qui avait pour but d'organiser la vie dans le monastère, d'en définir les fonctions notamment l'action caritative. D'après les Statuts, on peut estimer le nombre de moines de Corbie, à cette époque, à 300 mais certains historiens jugent ce nombre exagéré et l'estiment à 150. Cousin de Charlemagne, Adalhard mena ainsi que son frère Wala d'actives missions diplomatiques notamment en Italie.
Les moines bénédictins de Corbie menèrent une action d'évangélisation hors de leur abbaye, en Allemagne, ils fondèrent l'abbaye de Corvey, en 815, sur la Weser, en Rhénanie-du-Nord-Westphalie, dont Wala fut le premier abbé. De là, Anschaire, moine originaire de Corbie, partit évangéliser le Danemark et la Suède puis devint archevêque de Hambourg et évêque de Brême où il mourut en 835.
Adalhard et ses frères fondèrent également, en 822, un couvent de moniales à Herford, en Rhénanie-du-Nord-Westphalie dont Suala, la nièce d'Adalhard fut la première abbesse.

### La légende des reliques de saint Gentien
En 893, Francon d'Amiens, abbé de Corbie, se désolait de ne pas posséder dans son abbaye de reliques d'un saint renommé. Il entreprit d'organiser un rapt de reliques dans la cathédrale d'Amiens. Nuitamment, des hommes de l'abbé s'introduisirent dans la cathédrale et s'emparèrent de la châsse où se trouvaient les reliques de saint Gentien et s'enfuirent. Le vol découvert, les Corbéens furent poursuivis par les hommes de l'évêque d'Amiens mais, au moment où ils étaient sur le point de rejoindre les fuyards, une épaisse nappe de brouillard s’abattit sur les lieux à mi-chemin entre Amiens et Corbie. Ainsi cachés des poursuivants, les Corbéens purent, sans encombre, emmener les saintes reliques jusque dans leur abbaye. Ce « miracle » aurait été accepté comme tel par les Amiénois.

## L'abbaye de Corbie dans la féodalité

### Le rôle politique des abbés renforcé
L’abbaye de Corbie fut mise à sac et incendiée par les Vikings en 881 très probablement, de nombreuses chartes furent perdues. C'est alors que l'abbé Francon d'Amiens, décida de résister, il fit construire des remparts pour assurer la défense de l'abbaye. Il s'arrogea les pouvoirs militaires et juridiques, obligea les seigneurs vassaux de l'abbaye au service militaire, réunit trois plaids par an où furent convoqués tous les hommes liges de l'abbaye et y rendit la justice. Une seigneurie banale voyait le jour dont l'abbaye était le centre politique et judiciaire et l'abbé le seigneur. Il usa des pouvoirs d'un comte soit par délégation royale soit par usurpation. Les successeurs de Francon firent battre leur propre monnaie du IXe au XIIe siècle. L'affaiblissement du pouvoir royal au Xe siècle fit entrer l'abbaye de Corbie dans la féodalité, le rôle civil de l'abbé l'emportait sur la fonction religieuse. Il pouvait créer une hiérarchie féodale dans le domaine de l'abbaye en y distribuant des fiefs, en y exerçant le pouvoir d'un comte sans en avoir encore le titre.

### La réforme grégorienne s'impose à Corbie
C'est vers la fin de son abbatiat, que Nicolas Ier, (1097-1123) demanda la venue à Corbie de Gossuin d'Anchin, moine de l'abbaye Saint-Sauveur d'Anchin renommé pour son zèle à faire appliquer la Réforme grégorienne,.
Pierre le Vénérable, abbé de Cluny, dans la première moitié du XIIe siècle, parvint à imposer les Statuts de Cluny à l'ensemble des abbayes bénédictines. Sous l'abbatiat de l'abbé Robert, l'abbaye de Corbie adopta, en 1142, les Statuts d'Erembert, du nom d'un abbé de Corbie du début du VIIIe siècle qui avait amendé la règle de saint Colomban par l'apport de certains aspects de la règle de Saint-Benoît comme le Laus perennis, louange psalmodiée perpétuellement par des équipes de moines. Ces Statuts d'Erembert étaient en fait, les Statuts de Cluny revêtus d'un habillage destiné à ne pas heurter la susceptibilité des religieux corbéens.

### L'abbaye, la commune et le roi

#### L'abbé accorde à la commune de Corbie une charte de franchises

Armoiries de l'abbaye au XVIe siècle : D'or à une crosse d'azur posée en pal, côtoyée de deux clés de gueules aussi en pal et un corbeau de sable brochant en pointe.

L'histoire de l'abbaye à cette époque ne fut qu'une suite de luttes, de conflits menés par les abbés contre ses puissants voisins, le comte d'Amiens, le comte de Flandre, le duc de Normandie, pour garder son indépendance ou contre les empiétements de ses vassaux. Pour contenir les seigneurs des environs, l'abbé de Corbie fut contraint d'accepter la création de la commune de Corbie en 1124 pour gagner le soutien de la population de la ville. Le roi Louis VI le Gros apposa son sceau sur la charte de franchises et Philippe Auguste, en 1180, confirma et augmenta ces franchises communales. Néanmoins, le roi prenait grand soin de préserver les privilèges de l'abbaye. En 1185, Philippe Auguste qui venait de récupérer le comté d'Amiens, créa le comté de Corbie et l'attribua à l'abbé. Dans les différends qui ne manquèrent pas de voir le jour entre la commune et l'abbaye, le pouvoir royal soutint systématiquement cette dernière. Naturellement, l'abbaye, devenue puissance féodale, avait perdu une partie de sa richesse mais elle avait réussi à garder l'essentiel au détriment de son rayonnement spirituel et culturel.
Parti en croisade en 1189, l'abbé Nicolas III obtint du roi la suppression des articles additionnels de la charte communale. Cependant, en 1191, l'abbé Nicolas III en lutte avec ses religieux dut renoncer à ses fonctions.

#### Incendies et reconstruction de l'abbaye
En 1022, sous l'abbatiat d'Herbert, l'abbatiale Saint-Pierre est victime d'un incendie. Elle est relevée par l'abbé Richard et par le moine Gérard sous l'abbatiat de Foulques le Grand, en 1058. Au cours du XIIe siècle, l'abbaye est victime d'incendies à trois reprises, en 1137, 1147 et 1149. C'est précisément sous l'abbatiat de Robert, le 1er août 1137, qu'un incendie ravage l'abbaye. Les réparations sont possibles car Dreux, châtelain de Corbie, finançe le déambulatoire et les nefs latérales de l'abbatiale. Quant à Bernard de Moreuil, il offre le bois pour la reconstruction et finance la subsistance des ouvriers. Par la suite, il se fait moine à l'abbaye et son fils devient l'abbé Nicolas II. Selon une autre source, on apprend qu'en 1149 et en 1152, le cloître et le palais abbatial sont également la proie des flammes.
La reconstruction traîna en longueur, vers 1160 débuta la construction de l'église Saint-Jean-l’Évangéliste, qui fut consacrée en 1201 et affectée, en particulier, à la célébration des services funèbres. L'église Saint-Etienne avait été construite dès la fondation de l'abbaye en 662 et reconstruite à la fin du Xe siècle. Elle était réservée aux Caritables, confrérie chargée de prier et de secourir les pauvres.
L'abbatiale Saint-Pierre est détruite à plusieurs reprises au XIIe siècle et est reconstruite. Elle possède huit chapelles dont la chapelle de Soyécourt, construite par la famille de Soyécourt pour en faire sa nécropole, en 1297. En 1267 débute la construction d'un nouveau cloître sous l'abbatiat de Pierre Mouret. La construction d'un réfectoire adossé à la galerie sud du cloître, sous l'abbatiat d'Hugues de Vers, débute vers 1275, son architecture gothique étant « hardie et délicate ».

#### L'abbaye triomphe de la commune
La situation financière de l'abbaye se dégrada du fait du retournement de la conjoncture économique et des dettes accumulées. Les différends entre l'abbaye et la commune, elle aussi en proie aux difficultés financières, se multiplièrent pendant tout le XIIIe siècle, le pape, le roi, le parlement de Paris s'en mêlèrent. L'abbaye sortit renforcée de ces conflits grâce au soutien du pouvoir royal, parce qu'elle était une sorte de tête de pont lors des luttes menées dans le nord du royaume, contre la Flandre notamment.
En 1310, les bourgeois de Corbie pour se sortir de ses problèmes financiers remirent ente les mains du roi Philippe IV le Bel, la commune avec tous ses droits et sa juridiction. Les religieux offrirent au roi de la racheter en échange du domaine de Vesly-sur-Aisne et la somme de 6 000 livres parisis.
L'abbaye bénéficia par la suite de plusieurs privilèges royaux, sans retrouver néanmoins le rayonnement politique et culturel qui était le sien dans la première moitié du IXe siècle, elle était toujours une pièce importante dans le jeu politique des XIIe siècle et XIVe siècle.

### Une abbaye disputée
Corbie était au nombre des villes de la Somme qui, par le traité d'Arras de 1435, avaient été remises au duc de Bourgogne. Le duc de Bourgogne, en 1461, fit élire à la tête de l'abbaye, Jacques Ranson, un de ses fidèles. Sous le règne de Louis XI, la ville de Corbie et l'abbaye furent prises, détruites, reprises et détruites à nouveau par le roi de France ou le duc de Bourgogne jusque 1477. À la mort de Charles le Téméraire, duc de Bourgogne, la Picardie et l'abbaye de Corbie furent définitivement rattachées au royaume de France.
Mais l'abbaye n'en avait pas terminé avec l'occupation étrangère, en 1492, Impériaux et Anglais s'emparèrent de Corbie, l'abbé Pierre d'Osterel dut se réfugier à Paris. La ville et son abbaye restèrent aux mains des Anglais pendant presque une année.
Pierre d'Osterel revenu à Corbie fit débuter, en 1501, la construction d'une nouvelle abbatiale. Elle ne fut terminée qu'au XVIIIe siècle.

## L'abbaye dans la guerre auxXVIeetXVIIesiècles
Les guerres entre la France, la Maison d'Autriche et l'Espagne ravagèrent la Picardie pendant deux siècles, les guerres de Religion pendant la seconde moitié du XVIe siècle.

### Dans la tourmente des guerres de religion
Dans la seconde moitié du XVIe siècle, l'abbaye de Corbie fut impliquée dans les guerres de rRligion. Les abbés commendataires successifs étaient issus de la maison de Bourbon. En 1577, Jacques d'Humières, vassal de l'abbaye de Corbie, avait, avec d'autres nobles picards, rédigé le manifeste de la Ligue qui prétendait rétablir le catholicisme comme seule religion du royaume. En 1588, Corbie adhéra à la Ligue. À la mort du roi Henri III, en 1589, Charles de Bourbon, abbé commendataire de Corbie, archevêque de Rouen et cardinal fut reconnu, par la Ligue, roi de France, sous le nom de Charles X, mais il mourut l'année suivante. Les abbés qui lui succédèrent à Corbie étaient, eux aussi, membres de la famille de Bourbon ou de la famille de Guise-Lorraine qui lui était apparentée.

### Sous la menace étrangère
Depuis le XVe siècle, Corbie se trouvait à la frontière nord du royaume. Le danger bourguignon passé, ce furent les Anglais, les Impériaux puis les Espagnols qui menacèrent à plusieurs reprises la ville de Corbie et son abbaye.
Les guerres successives ne mirent pas seulement en danger l'abbaye mais également ses biens parfois éloignés ce qui mettait en péril ses revenus.
À partir de 1521 et jusqu'au Traités de Westphalie de 1648, la France fut en guerre contre la Maison d'Autriche. En 1536, les lansquenets impériaux occupèrent Corbie. La paix rétablie, il fallut remettre en état les fortifications car Corbie était devenue une place forte importante gardant la frontière de la Somme. En 1597, ce fut Amiens qui fut prise par les Espagnols, Corbie était encore une fois menacée.

### 1636, l'abbaye aux mains des Espagnols

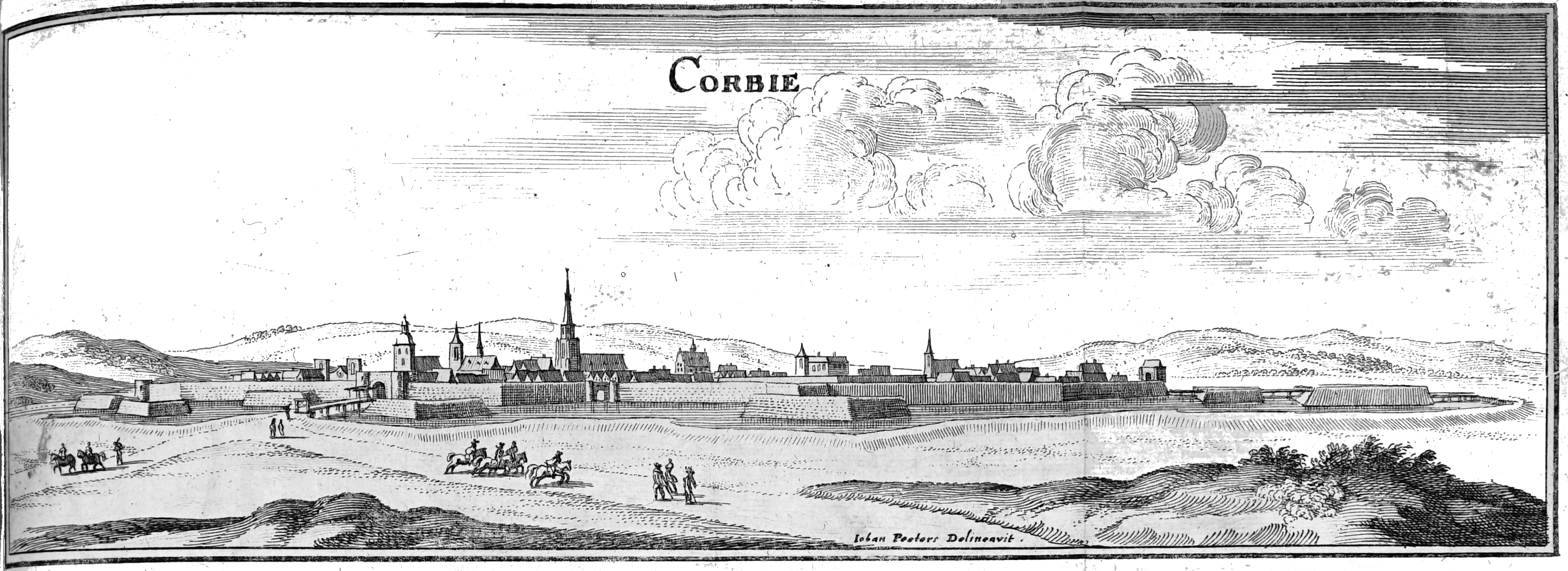
Corbie au XVII, in Topographia Galliæ.

Enfin, en 1636, la ville tomba aux mains des Espagnols et ne fut reprise par les Français qu'au bout de trois mois de siège. Les moines furent accusés avec les échevins d'avoir fait pression sur le gouverneur de la ville pour qu'il capitulât devant l'ennemi. Ils furent emprisonnés et accusés de collaboration avec l'ennemi sur la foi de témoignages. Leur détention dans le couvent des minimes d'Amiens dura un an. Grégoire Tarrisse, supérieur général de la congrégation de Saint-Maur prit la défense des accusés, obtint de l'intendant la réouverture de l'enquête. Le prieur Laurent Féry et les moines furent libérés et envoyés dans une autre abbaye. Les moines enfin disculpés ne purent rentrer à Corbie qu'en 1642
Les dégâts occasionnés par les armées espagnoles et françaises furent considérables : les campagnes avaient été systématiquement ravagées, les villages détruits. À la fin du XVIIIe siècle, la reconstruction n'était pas encore achevée, l'abbaye ayant perdu, après plus d'un siècle de guerre, une part importante de ses revenus.
De plus, du fait de la menace extérieure, le bibliothécaire de l'abbaye de Saint-Germain-des-Prés, dom Luc d'Achery, fit transférer à Paris, avec l'approbation du cardinal de Richelieu, près de quatre cents des plus précieux manuscrits de Corbie, pour y être mis en sécurité dans son abbaye,,.
La Paix des Pyrénées de 1659, signée entre la France et l'Espagne, donnait l'Artois à la France et, de ce fait, la frontière du royaume n'était plus fixée sur la Somme, Corbie perdait son rôle stratégique, l'abbaye n'était plus menacée militairement.

## L'abbaye de Corbie dans la congrégation de Saint-Maur
La congrégation de Saint-Maur rassembla à partir de 1618, les abbayes bénédictines qui souhaitaient revenir à un régime monastique strict et à l'accomplissement fidèle de la règle de Saint-Benoît. L'abbaye de Corbie qui jusque là était restée en dehors de toute congrégation, fit partie de la congrégation dès sa fondation. La congrégation de Saint-Maur avait attiré à elle 190 monastères bénédictins vers 1700. Les mauristes réalisèrent un travail d'érudition littéraire et historique de vaste étendue et de grande précision d'où l'expression : « travail de bénédictin ».

### Sous le régime de la commende
En 1516, le concordat de Bologne, permit au roi de François Ier de nommer les titulaires de bénéfices ecclésiastiques (évêques, abbés, abbesses...), le pape gardant l'investiture canonique. Le régime de la commende permettait à l'abbé ou à l'abbesse de percevoir des bénéfices sans résider dans son abbaye. La plupart du temps, l'abbé n'y vint même jamais. En 1517, François Ier confirma dans sa fonction abbatiale, Guillaume du Caurel, élu abbé par les moines mais ce dernier céda sa charge à Philippe de La Chambre. Le siège abbatial de Corbie échut ensuite à des membres de la famille de Bourbon. Ce fut l'abbé Louis de Lorraine, archevêque de Reims, qui permit l'adhésion de l'abbaye de Corbie à la réforme de Saint-Maur. La mise en commende de l'abbaye généra de nombreux conflits entre les moines et l'abbé et par ricochet entre les moines et les habitants de Corbie.

#### Les conflits entre l'abbé et les moines
Le régime de la commende accordait à l'abbé outre les privilèges fiscaux et honorifiques, les pouvoirs juridiques sur l'ensemble du comté de Corbie. Il disposait des revenus de l'abbaye à sa guise, à charge pour lui d'assurer un revenu aux moines et de pourvoir à l'entretien des bâtiments. C'est sur ces deux derniers points que les conflits éclatèrent. En 1646, le Parlement de Paris mit fin à un procès opposant les moines et l'abbé depuis trente ans mais les conflits durèrent jusque 1680.

#### Le partage de 1680
Dans un souci d'apaisement, sur requête du Conseil du roi, un partage en trois lots des biens de l'abbaye fut décidé, le 27 février 1680 entre le prince de Savoie, abbé de Corbie et Louis Séroux, grand prieur de l'abbaye : l'abbé choisit en premier son lot, les moines obtinrent le deuxième lot, la gestion du troisième, prévu pour l'entretien des locaux, la distribution des aumônes, des pensions etc. fut confiée à l'abbé. Les moines possédaient désormais des biens propres, une autonomie financière, de droits féodaux et disposaient seuls des lieux réguliers. La tension diminua mais les conflits perdurèrent au XVIIIe siècle à propos de la gestion du troisième lot.

### L'application difficile de la réforme mauriste
C'est sous l'impulsion de trois religieux de Corbie, François des Alleux, François-Placide de Sarcus et Claude de Cambrai que la réforme mauriste pénétra dans l'abbaye malgré les réticences du prieur Claude Louvet et de la grande majorité des moines. Les trois religieux firent appel à l'abbé Louis de Lorraine pour faire appliquer la réforme. Bien qu'homme de cour, ce dernier avait participé au colloque de Poissy, en 1561 et au concile de Trente (1545-1563) qui donna pour l'Église catholique, le coup d'envoi de la Contre-Réforme ; il « invita » les moines de Corbie à adhérer à la réforme. Pour apaiser l'hostilité de la majorité des moines, la réforme s'appliqua graduellement à Corbie, les nouveaux venus étaient obligatoirement soumis à la réforme, les anciens continuaient leur vie monacale comme avant.

### La reconstruction de l'abbaye auXVIIIesiècle

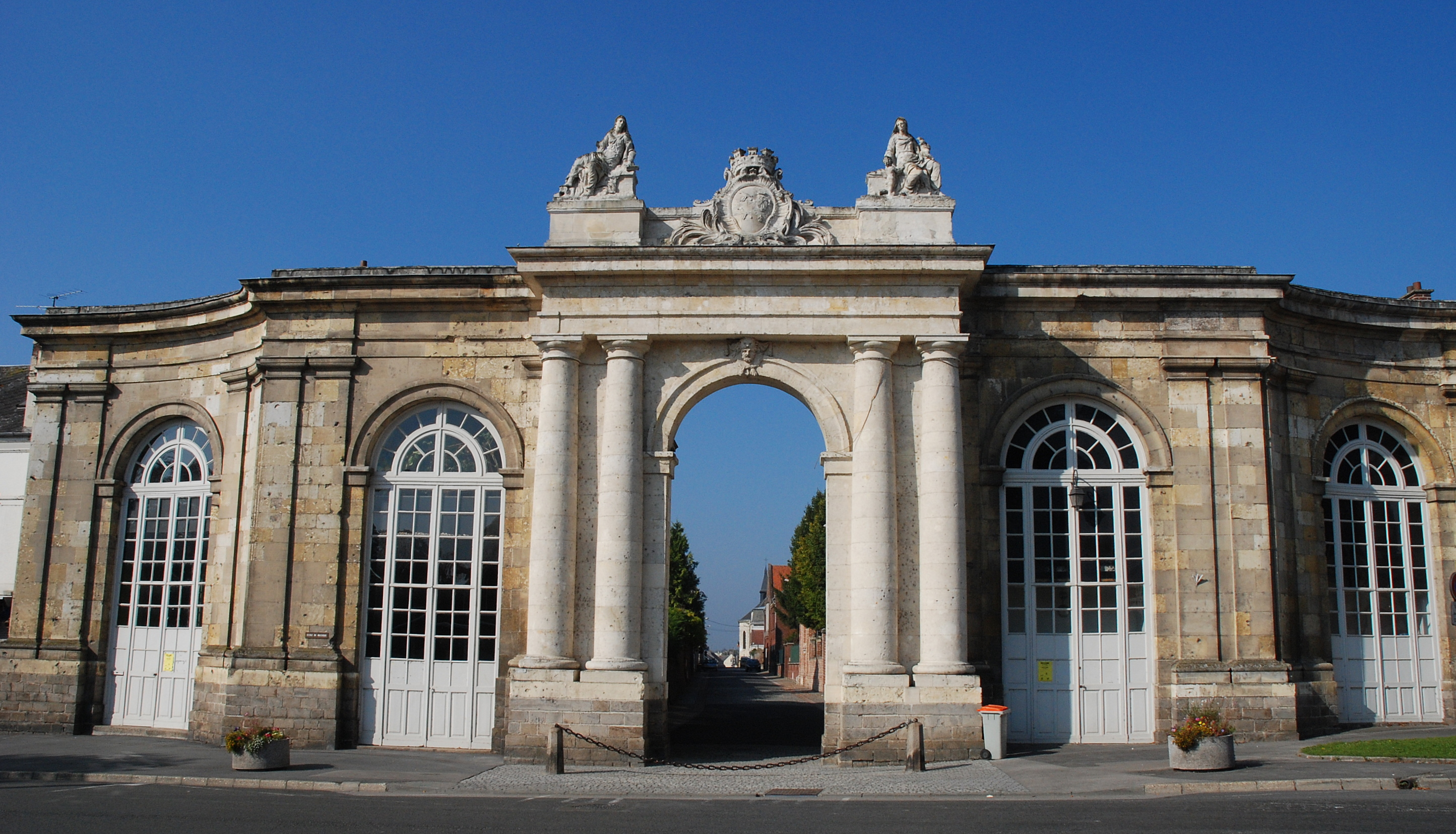
La porte d'honneur de l'abbaye de Corbie (1750).

Depuis le XVIe siècle, l'église abbatiale se composait d'un chœur et d'un transept surmonté d'une flèche. Il fallut attendre le XVIIIe siècle pour que la nef fut reconstruite en style gothique flamboyant. Les travaux furent terminés en 1775. Des stalles furent réalisées par Charles Cressent, des orgues par Charles Dallery (1736), un baldaquin en ferronnerie pour le chœur par Jean Veyren (1764). La porte d'honneur et un nouveau palais abbatial situé en face de l'abbaye, sur la grand-place, fut construit sur les plans de l'architecte parisien Nicolas Lhuillier de La Tour. Ce palais abbatial ne fut jamais occupé par les abbés commendataires. En 1788, il servit de refuge aux victimes d'un incendie qui ravagea la ville de Corbie. Il fut démoli au début du XIXe siècle.

### Les querelles entre l'abbaye et les habitants de Corbie

#### Possession et usage des marais
Les querelles entre la municipalité et l'abbaye ne cessèrent jamais depuis le Moyen Age et la disparition de la commune en 1310. De multiples procès opposèrent les moines et les habitants. En 1321, les habitants durent reconnaître à l'abbaye la possession des marais communaux contre un droit d'usage. En 1633, les habitants obtinrent de l'abbaye la possession de la moitié des marais mais en 1698, l'abbaye, arguant du fait qu'elle était seigneur du lieu, réclama la propriété de deux tiers des marais contre un tiers aux habitants. En 1736, l'intendant d'Amiens accorda 113 journaux de marais à usage de foin et 12 journaux à usage de tourbe aux habitants. Les moines refusèrent cette décision, un arrêt du Conseil du roi leur donna satisfaction en 1746.

#### Entretien des ponts et cours d'eau
De 1749 à 1760, un procès opposa l'abbaye et les habitants de Corbie à propos de l'encombrement du canal de La Barette. En 1750, l'abbaye renonça à son droit de péage sur les cinq ponts qui menaient à Amiens les laissant à la charge de la municipalité.

## La disparition de l'abbaye

### La suppression de l'abbaye au début de la Révolution française
Le 2 novembre 1789, l'Assemblée nationale adopta le Décret des biens du clergé mis à la disposition de la Nation. Le décret du 13 février 1790, interdit les vœux monastiques et supprima les ordres religieux réguliers excepté ceux chargés de l'éducation et des soins aux malades et aux vieillards. La constitution civile du clergé adoptée par l'Assemblée constituante, le 12 juillet 1790, prévoyait dans son article 20 que : « Tous les abbayes et prieurés en règle ou en commende, de l'un et de l'autre sexe [...] de quelque nature et sous quelque dénomination que ce soit, sont, à compter du jour de la publication du présent décret, éteints et supprimés sans qu'il puisse jamais en être établi de semblables. »
L'abbaye de Corbie dut donc fermer ses portes en août 1790, elle ne comptait plus que 19 religieux (contre 38 en 1718) qui durent se disperser. Les biens de l'abbaye déclarés bien national furent mis en vente.
Des trois églises de l'abbaye : l'abbatiale Saint-Pierre-et-Paul, Saint-Jean-l’Évangéliste et Saint-Étienne, deux subsistent en partie, Saint-Pierre et Saint-Étienne.

### La dispersion des manuscrits de l'abbaye
Par un décret de la Convention nationale, les trois cents manuscrits qui restaient à Corbie furent rassemblés à Amiens ainsi que les 10 000 ouvrages environ de la bibliothèque de l'abbaye. Ils rejoignirent ensuite la Bibliothèque municipale d'Amiens (aujourd'hui Bibliothèques d'Amiens Métropole) à sa création, sous la Restauration .
Quant aux manuscrits de l'abbaye de Corbie conservés à l'abbaye de Saint-Germain-des-Prés, ils furent pillés et mis en vente, en 1792 : quelques rares manuscrits furent rachetés par la suite par un diplomate russe, Piotr Doubrovski, et sont aujourd'hui conservés à la Bibliothèque nationale russe (ex Saltykov-Chtchédrin), à Saint-Pétersbourg. D'autres manuscrits de Corbie sont conservés à la Bibliothèque nationale de France. Au total, près de trois cents manuscrits du scriptorium de Corbie ont survécu jusqu'à aujourd'hui.

## Vestiges
L'église abbatiale est le principal vestige subsistant de l'ancienne abbaye. C'est aujourd'hui l'église paroissiale. Elle a été classée monument historique en 1919.
L'ancienne collégiale Saint-Étienne, l'une des trois églises de l'abbaye possède, sur sa façade ouest, un portail protégé en tant que monument historique.

### Porte d'honneur
Rare vestige des bâtiments abbatiaux, la porte d'honneur de l'abbaye du XVIIIe siècle - que les Corbéens appellent « le porche » - a été cédée à la ville de Corbie par M. et Mme Baillet-Bailleul, en 1850. Cette œuvre de l'architecte François Franque est protégée au titre des monuments historiques (classement par arrêté du 16 septembre 1907). La porte monumentale est surmontée d'un décor sculpté conçu par Pierre-Joseph Christophle :
- de chaque côté, deux statues allégoriques représentent la foi (à gauche) et la charité (à droite)[46]. Ces statues endommagées en 1918 furent restaurées à la fin du XXe siècle ;
- au centre, un médaillon couronné et entouré de feuillage représente sur la partie gauche, deux corbeaux superposés, et sur la partie droite, un blason « écu d’or à la crosse d’azur en pal avec corbeau en pointe, accompagné de deux clés de gueules de part et d’autre ». Le blason est surmonté d'une couronne et encadré de fleurs de lys[47].

### L'enclos
Subsiste également le mur d'enceinte de l'abbaye et l'espace intérieur qu'il délimite que les Corbéens appellent l'Enclos. Des vestiges de fondations des bâtiments monastiques sont toujours présent dans le sol de l'enclos.

### Vestiges lapidaires
Le musée des Amis du Vieux Corbie situé dans l'Enclos conserve une statue de Clotaire III de XIIIe siècle provenant d'une colonne qui était située entre le cloître et le réfectoire, des bases de colonnes, des départs de voûtes, une pierre sculptée où figurent des armoiries, et divers éléments de sculptures provenant de l'ancien cloître.
Le musée de Picardie d'Amiens conserve un chapiteau sculpté du XIIe siècle représentant quatre épisodes de la Genèse, la création d'Adam, la création d'Ève, le Péché originel et l'expulsion du Paradis terrestre provenant du cloître de l'abbaye construit en 1152-1153. Ce chapiteau de style roman présente dans son décor géométrique des innovations du premier style gothique d’Île-de-France. Une reproduction en fac-similé de ce chapiteau est conservé au musée de Corbie.
Dans l'église Saint-Rémi d'Amiens, dans la chapelle de la Vierge, sur le devant de l'autel, sont conservés deux bas-reliefs en marbre blanc provenant de l'abbaye de Corbie, l'un représente la Cène, l'autre l'Adoration des mages, une inscription indique le nom du donateur, Claude Caurrie, prévôt de l'abbaye et la date de la donation, 1579. Claude de Caurrie est représenté sur le bas-relief de l'Adoration, agenouillé près de la crèche. Ces deux bas-reliefs sont classés monuments historiques, depuis le 5 juin 1907 au titre d'objet.

### Objets liturgiques
Le musée de Picardie d'Amiens conserve deux crosserons d'abbés de Corbie du XIIe siècle en bronze et bois dorés et une colombe eucharistique en cuivre champlevé, émaillé et doré (1210-1230).

### Boiseries
Les murs de la bibliothèque du musée de l'Hôtel de Berny à Amiens sont garnis de boiseries du XVIIIe siècle provenant de l'abbaye de Corbie et remontées dans ce musée durant l'entre-deux guerres.

### Sceaux et contre-sceaux
- Les Archives nationales conservent un sceau de l'abbé Robert (1123-1142), le plus ancien qui nous soit parvenu ; une charte de 1221 avec les sceaux de l'abbé Hugues II ;
- Les Archives départementales du Nord conservent des sceaux et contre-sceaux de l'abbé Jean de Bouzencourt (1164) ; un sceau de l'abbé Hugues de Péronne (1177) ; un sceau et un contre-sceau de la communauté des moines de Corbie (1188) ;
- Les Archives départementales de la Somme conservent un sceau de l'abbé Nicolas de Moreuil (1142), un sceau de l'abbé Foulques de Fouilloy (1198), un sceau et un contre-sceau de l'abbé Raoul Ier (1247), un sceau et un contre-sceau de l'abbé Hugues IV de Vers (1346), un sceau et un contre-sceau de l'abbé Raoul de Roye (1399), un sceau et un contre-sceau de l'abbé Jean de Lion (1420), un sceau de l'abbé Philippe de Savoie-Carignan (1675)[52].

Des fac-similés de certains de ces sceaux sont conservés au musée de Corbie.

### Monnaies frappées à Corbie
Le Département des Monnaies, médailles et antiques de la Bibliothèque nationale de France encore appelé cabinet des médailles de la BnF conserve plusieurs monnaies d'argent frappées à Corbie, dont les monnaies royales suivantes :
- un denier de Charles le Chauve (843-877) trouvé à Glisy ;
- un denier de Louis le Bègue (877-879) issu du trésor de Savigné-sous-le-Lude ;
- un denier de Charles le Gros (885-887) ;
- deux deniers d'Eudes († 8 janvier 898) dont l'un provenait du trésor d'Arras ;

ainsi que des monnaies féodales :
- deux deniers de l'abbé Francon († février 912) ;
- deux deniers de l'abbé Foulques de Corbie (1048-1097) ;
- huit deniers et une obole du pseudo abbé Evrard (déposé en 1085) ;
- quatre deniers dits de saint Anschaire (après 1085) ;
- un denier de l'abbé Jean de Bouzencourt (1158-1172) ;
- deux deniers de l'abbé Josse (1184-1197) ;
- un denier de l'abbé Hugues II (1221-1240).

### Charte de 825
En juin 2018, les Archives départementales de la Somme - avec l'aide de l'État - ont pu acheter, lors d'une vente aux enchères à l'Hôtel Drouot de Paris, une charte impériale rédigée à Aix-la-Chapelle émanant de l'empereur Louis le Pieux et du coempereur Lothaire, son fils aîné. Elle avait échappé au séquestre de la Révolution française et fut vendue à plusieurs reprises à des personnes privées. Cette charte, datant de 825, confirmait les privilèges de l'abbaye de Corbie, à la demande de l'abbé Adalhard,,. Elle n'est pas rédigée en écriture minuscule caroline mais dans une écriture de chancellerie mérovingienne beaucoup plus effilée et resserrée, ce qui la rend de nos jours difficile à déchiffrer. Au verso, le texte a été réécrit vers 1220, en écriture gothique plus lisible. Il s'agit du plus ancien document authentique connu concernant l'abbaye de Corbie et, à ce jour, de la plus ancienne archive du département de la Somme. Ce diplôme sur parchemin de 57 cm de côté a été restauré en 2020.
Une grande partie des documents provenant du chartrier de l'abbaye est conservée aux Archives départementales de la Somme.

### Bulle de 855
La bibliothèque Louis Aragon d'Amiens conserve la bulle pontificale de Benoît III du 3 octobre 855, qui confirmait les privilèges de l'abbaye et faisait de l'évêque d'Amiens le protecteur de ces privilèges. Cette bulle longue d'environ six mètres a la particularité d'être écrite sur du papyrus.

### Manuscrits enluminés
La Bibliothèque nationale de France (BnF) conserve 75 manuscrits provenant de l'abbaye de Corbie après les séquestres de la Révolution française ;
La Bibliothèque nationale russe de Saint-Pétersbourg - Российская национальная библиотека - conserve 25 manuscrits de l'abbaye de Corbie provenant du pillage de l'abbaye de Saint-Germain-des-Prés en 1791. Ils furent achetés par Piotr Doubrovski, secrétaire de l'ambassade de Russie à Paris qui les apporta en Russie, en 1805 ;
La Bibliothèque Louis Aragon d'Amiens conserve 177 manuscrits dont 17 antérieurs au Xe siècle provenant de l'abbaye de Corbie après les séquestres de la Révolution française.
La Bibliothèque d'État de Berlin - Staatsbibliothek zu Berlin - (SBB), la British Library (BL), la Bibliothèque Laurentienne -Biblioteca Medicea Laurenziana - de Florence (BML), la Bibliothèque apostolique vaticane - Bibliotheca Apostolica Vaticana - (BAV) et la bibliothèque de l'Université de Leyde, conservent également des manuscrits provenant de Corbie.

## Galerie photographique

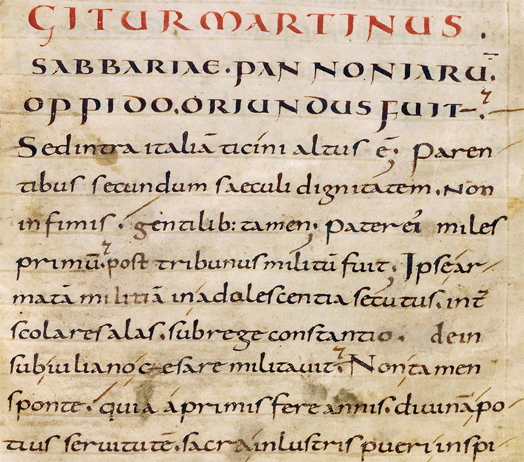
Page de la Vita Sancti Martini de Sulpice Sévère rédigée en minuscule caroline, mise au point à Corbie (770) ; manuscrit de la BnF.
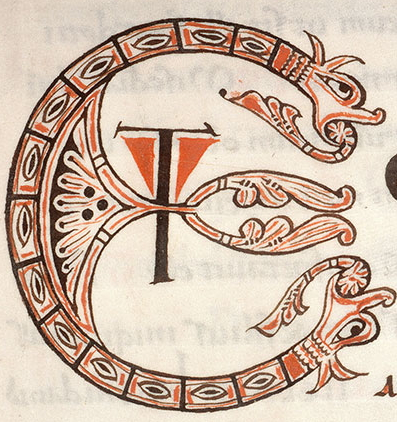
E majuscule, Missel de Corbie, Bibliothèque municipale d'Amiens Ms155
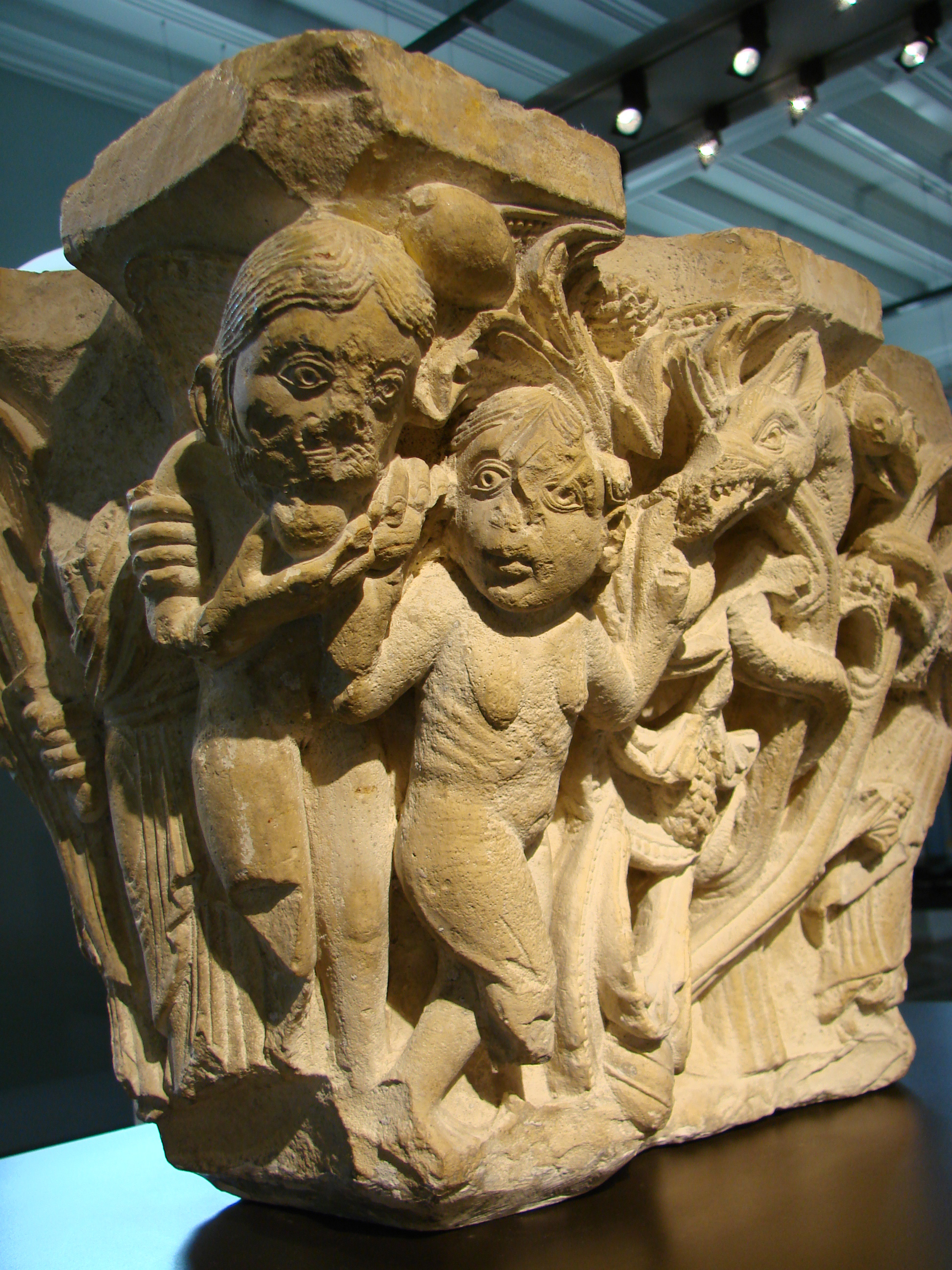
Chapiteau d'Adam et Eve, provenant du cloître de l'abbaye (fin XIIe siècle), Amiens, musée de Picardie.
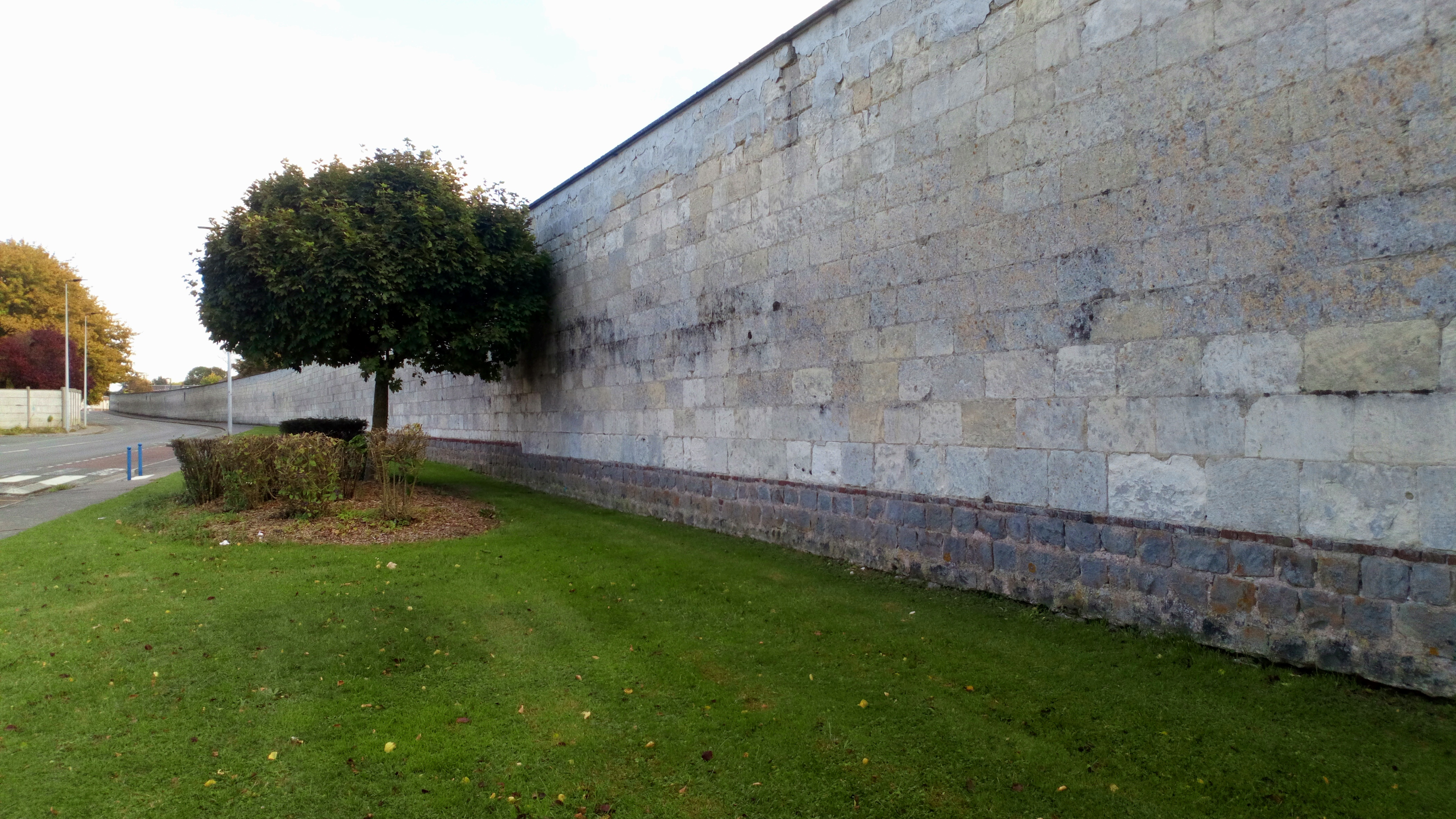
Le mur de l'Enclos en 2018.

## Liste des abbés
Une plaque mentionnant la liste des abbés-comtes, seigneurs de la ville et du comté de Corbie a été posée dans l'église abbatiale à la fin du XIXe siècle

### Haut Moyen Âge
- 662-675 : Théofroy
- 675-6?? : Rodogaire ou Chrodogaire
- 6??-716 : Erembert
- 716?-723? : Sébastien Ier
- 723?-744 : Grimo (Grimoald)
- 744-757 : Léger de Corbie (Léodegarius)
- 765-771 : Addo
- 771-780 : Maurdramne
- 780-814 : Adalard de Corbie[62]
- 814-821 : Adalhard le Jeune, remplace Adalard de Corbie pendant son exil à Noirmoutier
- 821-826 : Adalard de Corbie
- 826-836 : Wala
- 836-840 : Heddo
- 840-843 : Isaac
- 843-851 : Paschase Radbert
- 851-860 : Odon (Eudes)
- 860-862 : Angilbert
- 862-875 : Trasulphe
- 875-878 : Gonthaire (Guntier) († 13 août 878)[63]
- 878-890 : Angilbert († 5 février 890)
- 890-891 : Heilo ou Heilon († 2 août 891)
- 891-912 : Francon d'Amiens († 21 février 912)[64].
- 912-914 : Évrard
- 914-929 : Bodon
- 929-937 : Gautier Ier
- 937-945 : Bérenger († 30 août 945)[64].
- 3 septembre 945-945 : Héribald († 13 novembre 945)
- novembre 945-986 : Ratold († 15 mars 986)[64].

### Moyen Âge classique
- 986-1014 : Maingaud
- 1014-1033 : Herbert
- 1033-1048 : Richard
- 1048-1097 : Foulques Ier le Grand
- 1097-1123 : Nicolas Ier
- 1123-1142 : Robert
- 1142-1158 : Nicolas de Moreuil[65] (Nicolas II)
- 1158-1172 : Jean de Bouzencourt (Jean Ier)
- 1172-1185 : Hugues de Péronne dit « Mauvoisin » (Hugues Ier)
- 1185-1187 : Josse
- 1187-1193 : Nicolas de Rouais (Nicolas III)
- 1193-1196 : Gérard
- 1196-1198 : Jean de Brustin (Jean II)
- 1198-1201 : Foulques de Fouilloy (Foulques II)
- 1201-1209 : Gautier II
- 1209-1221 : Jean de Cornillon (Jean III)
- 1221-1240 : Hugues II
- 1240-1254 : Raoul Ier
- 1254-1261 : Jean de Fontaines (Jean IV)
- 1261-1269 : Pierre de Mouret (Pierre Ier)
- 1269-1287 : Hugues III de Vers
- 1287-1315 : Garnier de Bouraine
- 1315-1324 : Henri de Villers (Henri Ier)
- 1324-1351 : Hugues IV de Vers[66]

### Bas Moyen Âge
- 1351-1363 : Jean d’Arcy (Jean V)
- 1363-1395 : Jean de La Goue[67] (Jean VI)
- 1395-1418 : Raoul de Roye (Raoul II)
- 1418-1439 : Jean de Lion (Jean VII)
- 1439-1445 : Jean de Bersée (Jean VIII)
- 1445-1461 : Michel de Dauffiné
- 1461-1475 : Jacques de Ranson
- 1475-1479 : Jean Dansquennes (Jean IX)
- 1479-1483 : François de Maillers (François Ier)
- 1483-1485 : Vacance
- 1485-1506 : Pierre d’Osterel ou d'Ottrel (Pierre II)
- 1506-1522 : Guillaume de Caurel (Guillaume III)

### Époque moderne

#### Abbés commendataires
- 1522-1550 : cardinal Philippe de La Chambre (Philippe Ier)
- 1550-1556 : Sébastien de La Chambre (Sébastien II)
- 1556-1557 : cardinal Louis de Bourbon-Vendôme (Louis Ier)
- 1557-1590 : cardinal Charles de Bourbon (Charles Ier)
- 1590-1594 : cardinal Charles de Bourbon-Vendôme, neveu du précédent; (Charles II)
- 1594-1621 : cardinal Louis de Lorraine (Louis II)
- 1621-1641 : Henri de Lorraine-Guise (Henri II)
- 1641-1645 : cardinal Jules Mazarin (1)
- 1645-1647 : cardinal Camille Pamphili
- 1647-1661 : cardinal Jules Mazarin (2)
- 1661-1669 : Vacance
- 1669-1693 : Philippe de Savoie-Soissons (Philippe II)
- 1693-1713 : cardinal Toussaint de Forbin-Janson
- 1713-1742 : cardinal Melchior de Polignac
- 1743-1755 : Jean-François Boyer
- 1755-1788 : cardinal Paul d'Albert de Luynes
- 1788-1792 : cardinal Étienne-Charles de Loménie de Brienne[68]

## Personnalités liées à l'abbaye

### Monarques venus à Corbie
- Charlemagne serait venu à Corbie vraisemblablement à l'été 800[69], et aurait fait frappé une médaille dans laquelle était inséré un morceau de la Vraie Croix donné par le pape Léon III[70] ;
- Charles le Chauve, en 842 ou 843[71] et la reine Ermentrude[72] ;
- Henri Ier, en février 1041[73] ;
- Philippe Ier, en 1065[74] ;
- Louis VII, en 1151 et 1172[75] ;
- Philippe Auguste, en 1180[76] ;
- Louis IX (saint Louis) accompagné de Baudouin II de Courtenay, empereur latin de Constantinople déchu, de son frère Charles d'Anjou, de son fils aîné Philippe (futur Philippe III le Hardi), pour la translation des reliques de saint Adhalard en septembre 1263[77] ;
- le dauphin Charles (futur Charles V), en avril 1358[78],[79] ;
- Charles VI, en 1392[80] ;
- Charles VIII et la reine Anne de Bretagne, en 1493[70] ;
- Louis XII, en septembre, novembre et décembre 1513[70] ;
- François Ier, en 1517, 1527, 1535, 1541 et 1545[70] ;
- Henri II, en 1548[81] ;
- Henri IV, en 1594 et 1597[82] ;
- Louis XIII, le 2 juin 1632, le 9 juillet 1639 et les 19 et 20 juin 1640[81] ;
- le roi d'Angleterre Georges VI et son épouse la reine Elisabeth, en 1938[70].

### Ducs de Bourgogne venus à Corbie
- Jean sans Peur, en 1418 ;
- Philippe le Bon, en 1429 et 1430 ;
- Charles le Téméraire, en 1474[70].

### Autres personnalités
- Martin de Corbie, chapelain et confesseur de Charles Martel[83] ;
- Didier de Lombardie, dernier roi des Lombards d'Italie de 757 à juin 774, aurait terminé sa vie à l'abbaye ou dans un domaine propriété de l'abbaye de Corbie (Montdidier) peut-être jusqu'en 786[84] ;
- Hadoard (IXe siècle), bibliothécaire (custos librorum) du scriptorium, auteur du Collectaneum, florilège d'extraits d'ouvrages philosophiques antiques ;
- Anschaire de Brême (801-865), évangélisateur de la Scandinavie ;
- Ratramne de Corbie (mort en 868) ;
- Gérard de Corbie, moine cellérier de l'abbaye de Corbie, fondateur de l'Abbaye de La Sauve-Majeure, en 1079 ;
- Etienne de Conty, († 1413), official et bienfaiteur de l'abbaye ;
- Eustache Marcadé († 1440), official de l'abbaye de Corbie, auteur du Mystère de la Passion ;
- Jean d'Estrées dit Jeannet (mort en 1506), seigneur de Longavesne, moine de Saint-Pierre de Corbie, puis abbé de l'abbaye du Mont Saint-Quentin[85] ;
- Antoine de Caulaincourt[86] (1482-1536/40?), moine, camérier, chapelain de l'abbé puis official de l'abbaye ; rédigea en latin du Chronique de l'abbaye de Corbie de 662 à 1529, restée inédite. Son œuvre servit de base pour les historiens qui lui ont succédé ;
- Anselme Rolle, prieur en 1620, introducteur de la réforme mauriste à l'abbaye de Corbie ;
- Athanase de Mongin, prieur en 1624, professeur de théologie ;
- Paul Bonnefons, moine, auteur en latin d'une Grande Histoire manuscrite de Corbie : lire en ligne sur Gallica
- Georges Viole (1598-1669), prieur après 1629, historien, hagiographe, généalogiste ;
- Gabriel Gerberon, moine mauriste à Corbie de 1675 à 1680, théologien, janséniste et historien ;
- Jean Mabillon (1632-1707), le père de la paléographie, a été moine à l'abbaye de Corbie ;
- Pierre Nicolas Grenier (1725-1789), élève au collège de l'abbaye de Corbie, érudit et historien.